# Mekar Sari Makmur
Mekar Sari Makmur is een bestuurslaag in het regentschap Muaro Jambi van de provincie Jambi, Indonesië. Mekar Sari Makmur telt 2424 inwoners (volkstelling 2010).